# Tephrocybe confusa
Tephrocybe confusa är en svampart som först beskrevs av Peter D. Orton, och fick sitt nu gällande namn av Peter D. Orton 1969. Tephrocybe confusa ingår i släktet Tephrocybe och familjen Lyophyllaceae.   Inga underarter finns listade i Catalogue of Life.
I den svenska databasen Dyntaxa används istället namnet Lyophyllum confusum för samma taxon.  Arten är reproducerande i Sverige.